# Paradesmosoma australis
Paradesmosoma australis is een pissebed uit de familie Desmosomatidae. De wetenschappelijke naam van de soort is voor het eerst geldig gepubliceerd in 2006 door Saskia Brix.